# Stanisław Konarski

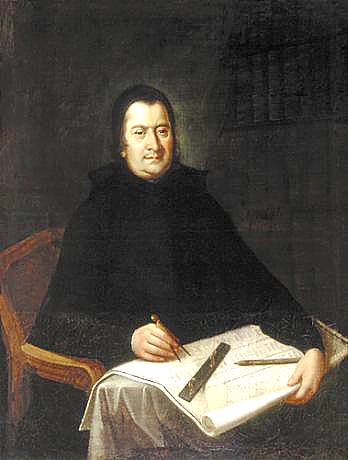
Stanisław Konarski.

Stanisław Konarski, född 30 september 1700 i Żarczyce Duże, död 3 augusti 1773 i Warszawa, var en polsk skolman och skriftställare. 
Konarski blev, efter resor till Italien, Frankrike och Tyskland, 1730 lärare i historia och retorik vid piaristordens skola i Warszawa. I framgångsrik kamp mot jesuiternas undervisningsmetod grundlade han 1743 anstalten Collegium nobilium, som gav uppslaget till den undervisningskommission, vilken riksdagen tillsatte efter jesuitordens upphävande. 
I pedagogiska och oratoriska skrifter uppträdde Konarski mot bruket att uppblanda polskan med latin, hänvisade på Frankrikes pseudoklassiska litteratur som mönster, försökte genom översättningar av bland andra Pierre Corneilles dramer uttränga skoldramat och bidrog till skapandet av en polsk nationalteater i Warszawa (1765). Viktigast bland Konarskis verk blev dock O skutecznym rad sposobić (Om ett verksamt sätt att hålla rådsförsamlingar; fyra band, 1760–63), i vilken han brännmärkte adelns konfederationer och "liberum veto" samt föreslog botemedel mot rikets anarkiska förhållanden.